# 長野市立長野中学校・高等学校
長野市立長野中学校・高等学校（ながのしりつ ながのちゅうがっこう・こうとうがっこう）は、長野県長野市徳間に所在する市立の併設型中高一貫校。略称は「市立（いちりつ）」。

## 設置学科
- 総合学科
  - 人文系列
  - 外国語系列
  - 理学系列
  - 社会学系列
  - 芸術系列
  - スポーツ系列
  - 生活系列
  - 情報ビジネス系列

## 概要
長野県内で唯一の市立高等学校である。また、長野県内では最後に残った公立女子校だったが、定員割れなどの影響から、2008年（平成20年）に長野市立皐月高校から校名変更、男女共学、単位制、総合学科へ移行、2017年には中学校を併設し併設型中高一貫校となる。
単に長野高校というと県立長野高校と間違えやすいため、「市立長野」または旧校名の「皐月」と区別される。
2010年度から文化祭は「皐月祭」から「璃翔（りしょう）祭」へと名称が変更された。

## 沿革
- 1919年 - 長野市西後町の長野市立後町小学校校地に長野市立長野実科高等女学校として開校。
- 1923年 - 長野県長野実科高等女学校に改称。
- 1937年 - 長野県長野実科高等女学校、長野市大字高田川端に移転。
- 1940年 - 長野市立中学校が開校。
- 1943年 - 長野県長野実科高等女学校が長野市立高等女学校に改称。
- 1948年4月 - 学制改革により、長野市立高等女学校と長野市立中学校が合併し、長野市立高等学校となる。普通科（男子）、被服科（女子）を設置。
- 1949年4月 - 普通科を分離し長野県長野北高等学校（現長野県長野高等学校）へ統合。被服科（女子）のみとする。
- 1964年4月 - 長野市立第二高等学校（普通科、女子）が現校地長野市徳間に開校。
  - 長野市立第二高等学校は「第二女子」と通称されたため、これに合わせて長野市立高等学校は「第一女子」と呼ばれるようになった。
- 1968年4月 - 長野市立高等学校と長野市立第二高等学校が合併し長野市立皐月高等学校（普通科・被服科、女子）となり、旧長野市立第二高等学校校地に新発足。
- 1997年4月1日 - 被服科を総合生活科に転科し、コース制を導入。
- 2001年4月1日 - 普通科にコース制を導入。
- 2008年4月1日 - 総合学科・単位制・男女共学校へ改編し、名称を長野市立長野高等学校と改称。
- 2017年4月1日 - 中学校を併設し併設型中高一貫校となる。

## 教育目標
「高い知性」、「豊かな心」、「健やかな身体」をもち、国際的な視野に立って地域の発展に貢献する人材を育成する。

### 目指す生徒像
- 基本的な生活習慣を身につけ、学校生活を通して体を鍛えるとともに思いやりの心を育み、身心ともに調和がとれた生徒
- 基礎・基本的な学力を着実に身につけ、総合学科の多様な学習活動を通して個性を磨き、生涯にわたって学び続ける生徒
- 社会規範を身につけ、人との交わりや伝統・文化を学ぶことを通して生かされている自分を自覚し、地域の発展に貢献する生徒

## 出身者
- 本多知恵子（声優、故人）
- 芳賀遥（大学サッカー連盟公式応援マネージャー「JUFAGIRL」3期生・SEGAサッカーゲーム『WORLD CLUB Champion Football』第3期「ＷＣＣＦガール」）
- 新井光（サッカー選手）
- 山中麗央（サッカー選手）
- 川合愛美（ピアニスト）

## 校歌・応援歌
- 校歌（作詞：松井五郎 作曲：森山良子）

## 最寄駅
- しなの鉄道北しなの線：三才駅